# Choristis discotypa
Choristis discotypa är en fjärilsart som beskrevs av Turner 1916. Choristis discotypa ingår i släktet Choristis och familjen vecklare. Inga underarter finns listade i Catalogue of Life.